# مرزبان‌نامه وراوینی
مرزبان‌نامه وراوینی ترجمه‌ای فارسی از کتاب مرزبان‌نامه است که در سال‌های ۶۰۷–۲۲ هجری قمری (۲۵–۱۲۱۰ میلادی) توسط سعدالدین وراوینی ترجمه شد. او تحت حمایت وزیر ابوالقاسم هارون و در درگاه مظفرالدین ازبک، اتابک آذربایجان، می‌زیست. این نسخه از مرزبان‌نامه معروف‌ترین ترجمه باقی مانده‌است و با توجه به این که امروزه دیگر اصل مرزبان‌نامه به زبان طبری وجود ندارد، برگردان وراوینی نام «مرزبان‌نامه» را بر خود نهاده‌است.
سالنامه‌های ادبی و دست‌نوشته‌های باقی‌مانده حاکی از آن است که نسخه‌ای از وراوینی از دیرباز نسخه‌ای بوده‌است که بیشتر در دسترس بود. این ممکن است تا حدی با زمان‌بندی توضیح داده شود؛ زیرا نه تنها از نظر فیزیکی این اثر باقی ماند، بلکه از قرن سیزدهم به بعد، زمانی که کاغذ به‌طور گسترده در دسترس بود، این ترجمه منتشر شده‌بود.
مرزبان‌نامهٔ وراوینی شامل نه فصل (باب) با داستان‌های بلند، حکایت‌های کوتاه و همچنین اشعار فارسی و عربی، تمثیل‌ها، جملات قصار و عبارات قرآنی فارسی و عربی است. در میان چندین نسخه خطی موجود، تنها یکی (نسخه استانبول) دارای تصاویر (در مجموع سه نقاشی مربوط به حامی، نویسنده و پیامبر) است، که همه در قسمت پیشگفتار نسخه خطی قرار دارند.
نسخهٔ وراوینی نخستین بار، به عنوان جلد هشتم از سری یادبود EJW Gibb، توسط میرزا محمد قزوینی در سال ۱۹۰۹ میلادی ویرایش، صحافی و چاپ شد. این ویراست سپس در سال ۱۹۴۸ میلادی در ایران تجدید چاپ شد. بعداً نسخه جدید و به روز شده با یادداشت‌ها و ضمایم به ویراستاری محمد روشن در سال ۱۹۷۶ منتشر شد و پس از آن نسخه‌ای با شرح خلیل خطیب رهبر در سال ۱۹۸۴ منتشر گردید.
تصحیح خلیل خطیب رهبر که در سال ۱۳۶۳ شمسی در ایران منتشر شده‌بود، در مراسم کتاب سال جمهوری اسلامی ایران به‌عنوان کتاب برگزیده معرفی شد.
مرزبان‌نامه به نثر است و حاوی انواع داستان‌های کوتاهی بوده که به عنوان نمونه‌های اخلاقی به کار رفته‌اند و به واسطهٔ یک داستان اصلی و چند داستان فرعی به هم پیوند می‌خورند. در دو نسخهٔ فارسی این کتاب، با آیات و عبارات فراوان عربی و به قلمی پیچیده نوشته شده‌اند.

## ساختار روایی
- در باب نخست، وراوینی به هدفش از تألیف کتاب پرداخته و داستان گفتگوی مرزبان و وزیر را مفصلاً شرح می‌دهد. این باب با عزل وزیر و دریافت اجازه تألیف از طرف شاه پایان می‌یابد.
- در باب دوم حکایت دربارهٔ شاه نیکبختی است که هنگام مرگ، از درگیری وارثان متعددش بیمناک است و آن‌ها را بر بستر خود جمع می‌کند تا از بروز نزاع میانشان برحذر دارد. او نیز به نوبهٔ خود حکایت‌هایی را در این باب روایت می‌کند.
- در باب سوم، داستان اردشیر شاه و مهران نقل می‌شود که در آن دختر اردشیرشاه از میان خواستگاران زیادی که داشت، با یک حکیم وصلت می‌کند. حکیم بر خلاف دیگر خواستگاران دختر ثروتی ندارد و از مال دنیا بی‌بهره است ولی ثروت فناناپذیر او، حکمتش می‌باشد.
- در باب چهارم، شاه دیو و اجنه که «دیو گاو پای» نام دارد، با فردی مذهبی به مناقشه می‌پردازد و این دو بر سر فرمانبردار کردن مردم رقابت می‌کنند تا فرد مذهبی پیروز می‌شود.
- در باب پنجم دو شغال به اسامی دادمه و دادستان حضور دارند که از نزدیکان شیر، سلطان جنگل، هستند. دادمه در جلسه‌ای با مشاهده نقصی در شیر، خنده سر می‌دهد و شیر او را حبس می‌کند. در ادامه دادستان سعی دارد با وساطت کند تا دادمه آزاد شود ولی دیگر حیوانات کارشکنی می‌کنند؛ لیکن دادمه نهایتاً آزاد می‌شود.
- در باب ششم یک بز به نام زروی به خاطر شیطنت‌هایش به قصابی سپرده می‌شود ولی بز می‌گریزد و به دشت رفته و در آنجا با سگی آشنا می‌شود که زیرک نام دارد. زروی با دیدن توانایی‌های سگ، او را ترغیب می‌کند که ادعای سلطنت کند. زیرک ابتدا نمی‌پذیرد ولی با اصرار زروی، خواسته‌اش را قبول می‌کند. کبوتری که صحبت‌های آنان را می‌شنید، به جمعشان اضافه شده و مسئول تبلیغ حکومت عادلانه زیرک می‌شود. با ازدیاد طرفداران زیرک، حکومت او در سایه نصایح زروی قوام می‌یابد.
- در باب هفتم، دو قلمرو شیران و پیلان همسایه‌اند و شاه پیلان قصد کشورگشایی و فتح قلمرو شیران را دارد. شاه شیران درخواست صلح می‌کند ولی پیلان نمی‌پذیرند و در نهایت لشکر پیلان در اردوکشی به قلمرو شیران شکست خورده و شاه پیلان کشته می‌شود.
- در باب هشتم، حکومت شیر و شتری است که از گوشتخواری بریده و راه دوستی و صلح پیشه کرده‌اند. وزیر خرسی که هوس خوردن شتر کرده، سعی به بدگویی و غیبت این دو می‌کند تا آن‌ها را دشمن سازد ولی نهایتاً شیر به مقاصد او پی می‌برد.
- در باب نهم، یک جفت کبک به نام‌های آزادچهره و ایرا در کوه سبلان لانه دارند ولی هر سال، در فصل تخم‌گذاری، عقاب‌ها تخم‌هایشان را می‌بلعند و این جفت بچه‌ای ندارند. نهایتاً نزد پادشاه عقابان می‌روند و شکوه می‌کنند و شاه عقابان با پذیرش خواسته‌شان، آن‌ها را به عنوان مشاور نزد خود نگه می‌دارد.
- در قسمت مؤخرهٔ کتاب، سعدالدین وراوینی دیگر کتاب‌های داستانی را با مرزبان‌نامه مقایسه کرده و آن‌ها را بوستانی تشبیه می‌کند که جز یک میوه ندارند ولی مرزبان‌نامه را دارای انواع همه گونه میوه‌ها می‌داند. او سپس از وزیر، ربیب‌الدین، که کتابخانهٔ تبریز را ساخت تشکر کرده و کتاب‌های آنجا را بر اساس موضوع معرفی می‌کند.[۷]

## سبک مرزبان‌نامه وراوینی
وراوینی با استفاده از مترادف‌های متعدد، ضرب‌المثل‌های عربی، استناد به آیات و آوردن جملات قصار برخی به عربی و برخی به فارسی، به این هدف مطلوب دست یافت. او در اثبات اصالت اثر خود ادعا می‌کند که هرگز از کلمات یا عبارات عربی که عجیب و غریب و دور از ذهن هستند، برای موزون جلوه دادن استفاده نکرده‌است و آیات مورد استناد او اعم از عربی یا فارسی برای این اثر جدید هستند و در هیچ مجموعه داستان دیگری وجود ندارند. علاوه بر این، او به خود می‌بالد که هر موضوع جداگانه را به گونه ای انجام می‌دهد که اگرچه از زوایای مختلف به آن نزدیک می‌شود، که انشالله از کلمه ای دو بار استفاده نکند.
این کتاب ازجمله آثار نثر مسجع طبری (زبان مازندرانی) است که چندین بار به پارسی ترجمه شده. این کتاب به سبک متکلف و مصنوع نوشته شده‌است. از جمله صنایع لفظی و معنوی مرزبان نامه می‌توان به این موارد اشاره کرد:
- سجع: دولت آن جهانی را اساس در این جهان نهید و کسب سعادت باقی هم در این سرای فانی کنید.
- موازنه و مترادف: خبث جِبِلت و شر طبیعت در کار آورد.
- جناس: (اشتقاق، تام، خط، شبه اشتقاق، لفظی و ناقص)
- تشبیه: نازبالش تنعم
- استعاره: مُصَرحه: دُرج بلورین. مَکنیه: ابروی صباحت
- کنایه: به تازیانه بخشیدن.
- تضمین آیات و احادیث: نزدیک آمد که سِر حدیث سیبلغ مُلکُ اُمتی ما زُوی لی منهادر حق او آشکار شدی.
- تضاد: اخفا و اظهار. طاق و جفت.
- مراعات نظیر: و الحق اگرچه نقش نگارخانهٔ خوی و جمال بود نقش بندی حیل زنان هم به کمال دانستی و از کارگاه عمل صورت‌ها انگیختی.
- ارسال المثل: گرگ گفت: ع، ان الحبیبَ اذا لم یُسترز زارا، ع، دوست را چیست به ز دیدن دوست.
- استشهاد آوردن اشعار پارسی و تازی: در حال فرود آمد و زبان به فوایح ثنا و فواتح دعا بگشاد و گفت: بُوَد رسم سلام از بامدادان/ اگرچه اتفاق امشب فتاده ست.

## نگارگری
یکی از اولین نسخ باقیمانده از مرزبان‌نامه وراوینی که در استانبول نگهداری می‌شود، در ماه مه 1299 میلادی در بغداد تکمیل شده‌است. این نسخه دارای سه نگاره از محمد، نویسنده‌ی اثر و حاکم حامی اوست. این نقاشی‌ها که با حاشیه‌های تزئینی به خصوصی آورده شده‌است، با مکتب نگارگری ایلخانی مرتبط است و برگ‌های مهمی از تاریخ نقاشی اسلامی محسوب می‌شود.

## نسخه‌های خطی
از نسخه‌های خطی باقی‌مانده از مرزبان‌نامه وراوینی، موارد زیر قابل ذکر هستند:
- Ms. 216 (کتابخانه موزه باستان‌شناسی استانبول)، تنها نسخهٔ مصوری است که کشف شده و تاریخ کتابت آن، ۶۹۸ هجری (۱۲۹۹ م) را نشان می‌دهد.[۱۰]
- OR 6476 (کتابخانه بریتانیا)، مورخ قرن هشتم هجری (۱۴ م) است و از ظواهر آن مشخص است که بیش از یک کپی از آن وجود داشته.[۱۱] قزوینی این نسخه را اساس کار تصحیح خود قرار داده‌بود. نسخهٔ مذکور در سال ۷۶۲ هجری در شیراز نسخه‌برداری شده‌است.[۱۲]
- OR 2956 (کتابخانه بریتانیا)، این نسخه دارای افتادگی در دو ورق انتهایی است و از سبک خط آن می‌توان حدس زد که به قرن دهم هجری یا سابق بر آن تعلق دارد.[۱۲]
- Ibid. OR 2973 (کتابخانه بریتانیا)، این نسخه که در ۱۲۷۷ هجری نوشته شده، بسیار غلط دارد و از ارزش چندانی برخوردار نیست.[۱۳]
- Ancien Fonds Persan 384 (کتابخانه ملی پاریس)، کتابت این نسخه در قرن ۱۵ میلادی[۱۴] یا ۸۳۳ هجری قمری است و کیفیت خوبی دارد.[۱۵]
- Supplement Persan 1371 (کتابخانه ملی پاریس)، این نسخه در ۱۰۷۵ هجری نوشته شده و دارای نظم و کیفیت خوبی است. مسیو شفر از روی این نسخه، تصحیح نخستین خود را انجام داد که شامل ۳۷ صفحه از این کتاب می‌شد. در حاشیهٔ نسخهٔ مذکور معنی لغات مشکل و اختلاف قرائت نیز آمده‌است.[۱۵]